# Hospital 12 de Octubre (metrostation)
Hospital 12 de Octubre is een metrostation in het stadsdeel Usera van de Spaanse hoofdstad Madrid. Het station werd geopend op 21 april 2007 en wordt bediend door lijn 3 van de metro van Madrid.